# M36 (amas ouvert)
Pour les articles homonymes, voir M36.
M36 (ou NGC 1960) est un jeune amas ouvert situé dans la constellation du Cocher. Il a été découvert par l'astronome sicilien Giovanni Battista Hodierna avant 1654, puis redécouvert indépendamment par Guillaume Le Gentil en 1749 et par Charles Messier le 2 septembre 1764 qui l'a alors intégré dans son catalogue.

## Caractéristiques
M36 est situé à environ 1 318 pc (∼4 300 al) du système solaire et les dernières estimations donnent un âge de 29,4 millions d'années. La taille apparente de l'amas est de 10,0 minutes d'arc, ce qui, compte tenu de la distance, donne une taille réelle maximale d'environ 12,5 années-lumière. 
Selon la classification des amas ouverts de Robert Trumpler, cet amas renferme entre 50 et 100 étoiles (lettre m) dont la concentration est moyenne (II) et dont les magnitudes se répartissent sur un grand intervalle (le chiffre 3).

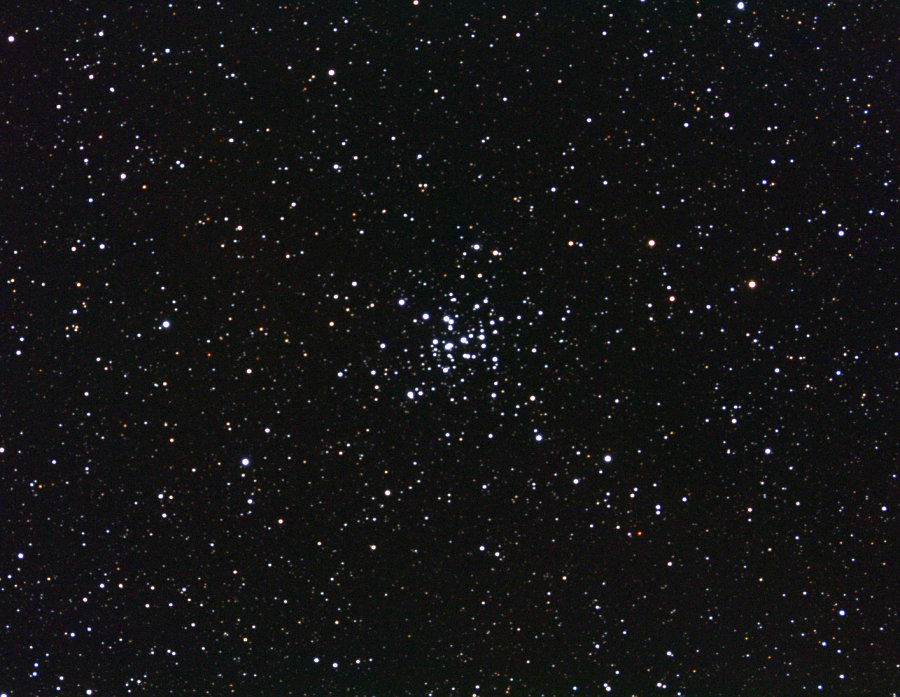
M36 par Ole Nielsen.
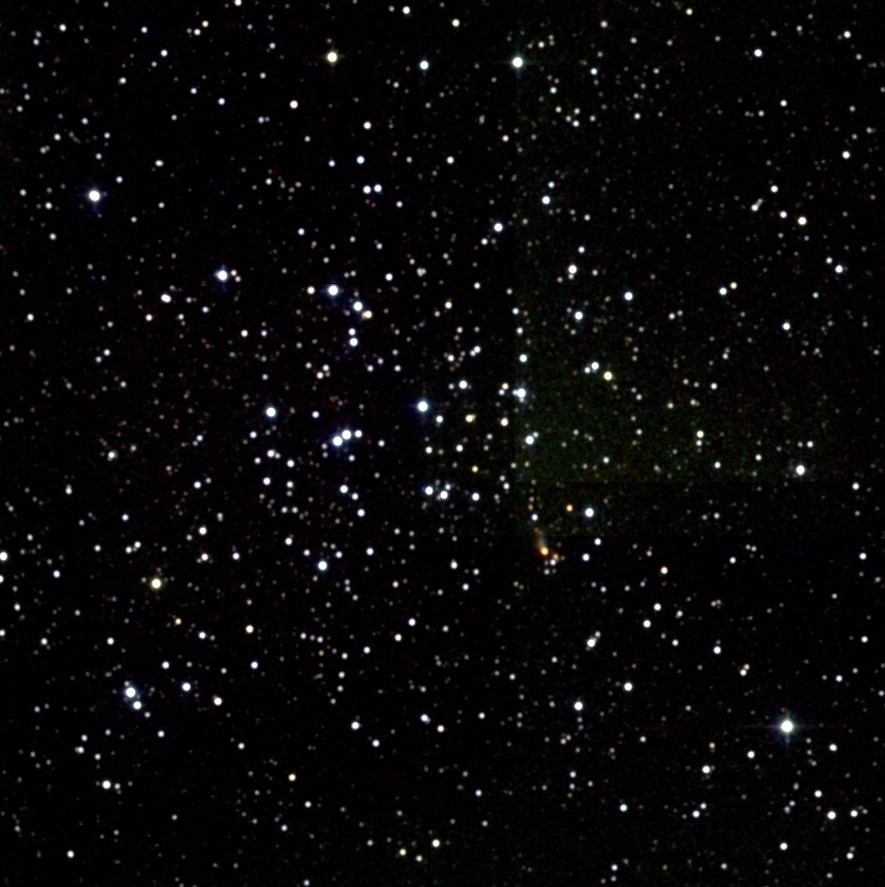
M36 du relevé 2MASS.